# Cordun, Mehedinți
Cordun este un sat în comuna Corcova din județul Mehedinți, Oltenia, România.